# Club Atlético Mitre
El Club Atlético Mitre és un club de futbol argentí de la ciutat de Santiago de l'Estero que es va fundar el 2 d'abril del 1907. La seva principal activitat és el futbol. Des de la temporada 2017/2018 disputa la Primera Nacional per primera vegada a la seva història, la segona categoria del futbol d'Argentina, de la qual participa en l'actualitat.
Per a la seva creació van sorgir un partit amistós entre els equips anomenats carrers Mendoza i Mitre. El primer liderat pel Dr. José Francisco Luis Castiglione i el segon pel Dr. Humberto Palumbo. Va guanyar aquest últim i en homenatge al General Bartolomé Mitre se li va imposar el nom de Club Atlético Mitre. Tot va començar al casalot ubicat al carrer Mitre 167. Desaparegut el Club Atlético Santiago per la fusió amb el Club Unión, Mitre va passar a ser l'entitat més antiga. Els colors elegits van ser el groc i el negre, a ratlles verticals, en homenatge a Peñarol.

## Història

### Fundación (1907)
El Club Atletico Mitre va ser fundat un 2 d'abril de 1907 al centre de la capital santiaguenya en un casalot ubicat al carrer Mitre núm. 167. La seva creació va sorgir d'un partit amistós entre els equips anomenats els Lleons del carrer Mendoza i els Tigres del carrer Mitre a la zona sud de la província de Santiago del Estero. El primer liderat pel Dr. José Francisco Castiglione i el segon pel Dr. Humberto Palumbo. Va guanyar aquest últim i en homenatge al General Bartolomé Mitre se li va imposar el nom de Club Atlético Mitre. L'elecció dels colors del mateix sorgiria de qui resultés vencedor del plet. Finalment els vencedors van ser els Tigres del carrer Mitre i en honor a això es va imposar els colors groc i negre.
La seva fundació va marcar un abans i un després a l'esport de Santiago del Estero. La idea d'aquest grup d'entusiastes visionaris va donar a llum a qui amb el córrer dels anys va anar marcant pàgines de glòria en la seva història, deixant al capdamunt el prestigi de Santiago de l'Estero amb dirigents notables i jugadors de jerarquia que van transcendir als clubs del futbol argentí i altres fronteres.
Amb passos de gegant, el club va començar a créixer gràcies al suport dels socis i simpatitzants, no només a través del futbol, sinó també amb altres disciplines com el bàsquet, atletisme, ciclisme, pilota paleta, bochas, cestoball, futbol femení, vòlei, rugbi, patí artístic, entre d'altres. Convertint-se en el primer club de la província on es van practicar per primer cop totes aquestes disciplines.
Amb el pas dels anys va guanyant en prestigi i popularitat dins i fora de la província. Aquests arguments li permetran enfrontar-se als grans del futbol argentí i sud-americà, convertint-se en el primer equip santiagueny a fer-ho, la majoria al seu propi estadi i la resta en condició de visitant, com el cas dels clubs River Plate, Racing, Boca Juniors, Independente, entre altres equips participants de l'època amateur del futbol i en certàmens nacionals d'AFA a primera divisió i en categories d'ascens.

### Era amateur (1907-1926)
Són 65 els campionats que ostenta el Club Atlético Mitre. Des de la seva fundació fins a l'any 1926 abans que el professionalisme al futbol s'instal·li a la nostra província va aconseguir 30 campionats, 13 d'ells davant de clubs locals de l'època (Alumni, Correos y Telégrafos, El Porvenir, Central Argentino, Club Santiago ,Belgrano, Estudiantes etc.) i els 17 restants els va obtenir dels diferents interprovincials que va disputar enfrontant els millors equips de la província de Buenos Aires (Racing Club, Independente, River Plate, Boca Juniors, etc.), Corrientes (Combinado de Corrientes), Córdoba (Talleres i Instituto), Tucumán (Atlético Tucumán, San Martín, San Pablo, etc.), Salta (Central Norte), Chaco (Liga de Chaco), entre uns altres.
Durant aquest lapse i fins a la dècada del 50 també va disputar la copa Governador Padilla, Copa Diari El Segle, Copa Obrers i Enginy Sant Pau, Copa Senador Plans, Copa New London, Copa Gigli, Copa 25 de Maig, Copa Municipal, entre altres amb equips referents del Nord, Litoral i Centre del país.

### Era Professional (1926 - actualitat)
Des de l'any 1928, van ser 35 títols els que va aconseguir el Club Atlético Mitre a l'historial en tornejos oficials des de la creació de la Lliga Santiaguenya de futbol, va ser el primer equip que va aconseguir sis títols consecutius i llavors va aportar l'equip complet per a la obtenció del Campionat Argentí de Futbol de 1928 (Copa President de la Nació Béccar Varela), primer gran èxit esportiu de la província a nivell nacional, amb jugadors de la talla del “Ita” Luna, “Nasha” Luna, “Joshela” Díaz, “Nello” Luna i “Pibe” Díaz (els pelodors del 28); guanyant la final 3 a 1 al seleccionat paranaenc a la pista del Club Atlético River Plate el 12 d'octubre de 1928.

## Instalaciones

### Estadi
L'Estadi Doctores Jose y Antonio Castiglione es troba a la ciutat de Santiago del Estero entre els carrers Av. Roca i 3 de febrero, i té una capacitat aproximada de 20.000 espectadors. Conegut com dels millors camps de joc del Nord.
Va ser inaugurat el 10 de juny del 1919 (actualment és l'únic que compta amb drenatge propi a la província) davant del club Peñarol de Montevideo, Uruguai marcant un moment històric a tota la província ja que per primera vegada, un equip santiagueny disputava un trobada de projecció internacional de tanta transcendència i de la qual es van fer ressò mitjans provincials, nacionals i internacionals. Un altre fet de similars característiques es va produir a la dècada del 60 quan va rebre la visita de la selecció argentina de futbol al mític estadi aurinegre.

## Uniforme

### Indumentària i patrocinador
| Període      | Proveïdor |
| ------------ | --------- |
| 1980–1990    | Urribari  |
| 1991–1992    | Adidas    |
| 1993–1994    | Nanque    |
| 1994–1996    | Team Foot |
| 1996–1998    | Puma      |
| 1998–1999    | Taiyo     |
| 1999–2001    | Lotto     |
| 2001–2002    | Kafers    |
| 2002–2004    | Team Foot |
| 2004–2006    | Mitre     |
| 2006-Present | Adhoc     |

| Període      | Patrocinador                                                           |
| ------------ | ---------------------------------------------------------------------- |
| 1986–1991    | Botonera Universo                                                      |
| 1991–1994    | Cerveza Norte                                                          |
| 1994–1995    | Marathon                                                               |
| 1995–1996    | Credimas                                                               |
| 1996–1998    | Lucca Paglione                                                         |
| 1998–1999    | Fecunda AFJP                                                           |
| 1999–2001    | Mc Center                                                              |
| 2001–2002    | Barrio Sport                                                           |
| 2002–2006    | Mc Center                                                              |
| 2006–2008    | Gobierno de Santiago del Estero/Electro Dan/Municipalidad de Fernández |
| 2008–2011    | Gobierno de Santiago del Estero/Municipalidad de Fernández             |
| 2011–2014    | Gobierno de Santiago del Estero/Secco                                  |
| 2015–2021    | Tarjeta Sol/Gobierno de Santiago del Estero/Secco                      |
| 2022         | Banco de Santiago del Estero/Gobierno de Santiago del Estero/Secco     |
| 2023–Present | Banco de Santiago del Estero/Gobierno de Santiago del Estero           |

## Dades del club
Primera B Nacional/Primera Nacional (8): 2017/18, 2018/19, 2019/2020, 2020, 2021, 2022, 2023, 2024.
Torneo Regional (1): 1969.
Federal A (4): 2014, 2015, 2016, 2016/17.
Torneo del Interior (5): 1986, 1986/87, 1989/90, 1990/91, 1994/95.
Argentino B (8): 1997/98, 1998/99, 2004/05, 2005/06, 2011/12, 2012/13, 2013/2014.
Argentino C (4): 2007, 2008, 2010, 2011.
- Temporades a Primera Divisió: 0.
- Temporades a Segona Divisió: 7.
  - Torneo Regional: 1
  - B Nacional/Primera Nacional: 6
- Temporades a Tercera Divisió: 9.
  - Torneo del Interior: 5
  - Federal A: 4
- Temporades a Quarta Divisió: 8.
- Temporades a Cinquena Divisió: 4.
- Temporades a Copa Argentina: 4.
- Major golejada aconseguida:
  - Al Argentino B: Mitre 7:0 Sportivo Fernández (a 2013).
- Major golejada rebuda:
  - Al Torneo del Interior: Unión San Vicente (Córdoba) 7:1 Mitre (a 1991).
- Millor lloc a la B Nacional: 11.° (a 2019).
- Pitjor lloc a la Primera Nacional: 16.° a la «Zona A» (a 2020).
- Màxim Golejador: Adrián Toloza (31).

## Rivalitats
El clàssic santiagueny és el partit que enfronta Mitre amb Central Córdoba, els dos clubs més importants de la província de Santiago de l'Estero. La primera trobada a nivell nacional es va donar l'11 de gener de 1998 i va acabar en empat en 0. Els enfrontaments davant tots dos, es van donar a Torneo Argentino B, Copa Argentina, Torneo Federal A i Primera B Nacional.
Aurinegros i ferroviarios es van enfrontar 15 vegades en tornejos organitzats per AFA, amb 4 triomfs per a Mitre, 5 empats i 6 victòries per a Central Córdoba.
| Data       | Torneig            | Local           | Resultat | Visitant        |
| 11/01/1998 | Argentino B        | Mitre           | 0-0      | Central Cordoba |
| 25/01/1998 | Argentino B        | Central Cordoba | 1-0      | Mitre           |
| 03/10/2004 | Argentino B        | Central Cordoba | 2-0      | Mitre           |
| 07/11/2004 | Argentino B        | Mitre           | 2-3      | Central Cordoba |
| 23/01/2005 | Argentino B        | Mitre           | 0-0      | Central Cordoba |
| 25/02/2005 | Argentino B        | Central Cordoba | 1-1      | Mitre           |
| 11/09/2005 | Argentino B        | Mitre           | 0-2      | Central Cordoba |
| 30/10/2005 | Argentino B        | Central Cordoba | 0-0      | Mitre           |
| 21/01/2006 | Argentino B        | Central Cordoba | 0-1      | Mitre           |
| 12/03/2006 | Argentino B        | Mitre           | 2-1      | Central Cordoba |
| 08/09/2011 | Copa Argentina     | Central Cordoba | 2-1      | Mitre           |
| 07/09/2014 | Federal A          | Mitre           | 2-0      | Central Cordoba |
| ---------- | ------------------ | --------------- | -------- | --------------- |
| 15/10/2014 | Federal A          | Central Cordoba | 2-1      | Mitre           |
| 22/10/2014 | Copa Argentina     | Central Cordoba | 0-2      | Mitre           |
| 14/04/2019 | Primera B Nacional | Central Cordoba | 1-1      | Mitre           |

## Palmarès

### Torneig nacionals
- Torneo del Interior (2): 1989/90. 1990/91 (en cap dels 2 tornejos va ascendir, però va tenir actuacions molt destacables)
- Guanyador del segon ascens del Torneo Federal A 2016-17: Després de quedar fora al pentagonal pel primer ascens, va aconseguir l'ascens a la Primera B Nacional per mitjà de la revàlida eliminant per penals Gimnasia de Mendoza. (3-3 resultat global).

### Tornejos regionals
- Liga Santiagueña de Fútbol (35): 1913, 1916, 1917, 1921, Anual 1926, Torneo de Honor 1926, Anual 1927, Torneo de Honor 1927, Anual 1928, Torneo de Honor 1928, Anual 1932, Torneo de Honor 1932, Anual de 1936, 1956, 1962, Anual 1966, Torneo de Honor 1966, 1968, 1980, 1986, Primera División 1989, Primera División 1990, Primera División 1994, Liguilla Representación 1997, Clausura 1998, Liguilla Representación 1998, Apertura 1999, Anual 2002, Liguilla Representación 2007, Clausura 2009, Anual 2009, Clausura 2014, Apertura 2015, Clausura 2015.

## Participació en Copes Nacionals
| Historial de participacions a copa nacional | Historial de participacions a copa nacional  | Historial de participacions a copa nacional | Historial de participacions a copa nacional | Historial de participacions a copa nacional | Historial de participacions a copa nacional | Historial de participacions a copa nacional | Historial de participacions a copa nacional | Historial de participacions a copa nacional | Historial de participacions a copa nacional |
| Edició                                      | Ronda                                        | PJ                                          | PG                                          | PE                                          | PP                                          | GF                                          | GC                                          | Eliminació                                  | Data                                        |
| ------------------------------------------- | -------------------------------------------- | ------------------------------------------- | ------------------------------------------- | ------------------------------------------- | ------------------------------------------- | ------------------------------------------- | ------------------------------------------- | ------------------------------------------- | ------------------------------------------- |
| Copa Jorge Newbery 1962                     | Es desconeixen dades                         | Es desconeixen dades                        | Es desconeixen dades                        | Es desconeixen dades                        | Es desconeixen dades                        | Es desconeixen dades                        | Es desconeixen dades                        | Es desconeixen dades                        | Es desconeixen dades                        |
| Copa King (campeones del Noroeste) 1965     | Es desconeixen dades                         | Es desconeixen dades                        | Es desconeixen dades                        | Es desconeixen dades                        | Es desconeixen dades                        | Es desconeixen dades                        | Es desconeixen dades                        | Es desconeixen dades                        | Es desconeixen dades                        |
| Copa Argentina 1970                         | Vuitens de final                             | 6                                           | 2                                           | 1                                           | 1                                           | 5                                           | 5                                           | Eliminat davant Chacharita Juniors          | 15 de març                                  |
| Copa Argentina 2011/12                      | Segona eliminatòria de Fase inicial Interior | 1                                           | 0                                           | 0                                           | 1                                           | 1                                           | 2                                           | Eliminat davant de Central Córdoba          | 8 de setembre                               |
| Copa Argentina 2012/13                      | Tercera eliminatòria de Fase inicial         | 2                                           | 1                                           | 0                                           | 1                                           | 4                                           | 1                                           | Eliminat davant de Sarmento (LB)            | 7 de novembre                               |
| Copa Argentina 2013/14                      | Fase inicial Regional II                     | 4                                           | 3                                           | 0                                           | 1                                           | 4                                           | 6                                           | Eliminat davant Unión (S)                   | 5 de febrer                                 |
| Copa Argentina 2014/15                      | Segona etapa de Fase preliminar Regional     | 2                                           | 1                                           | 0                                           | 1                                           | 3                                           | 2                                           | Eliminat davant San Martin (T)              | 6 de novembre                               |
| Copa Argentina 2016/17                      | Trenta-idosaus de final                      | 3                                           | 1                                           | 1                                           | 1                                           | 5                                           | 4                                           | Eliminat davant Racing Club                 | 18 d'agost                                  |
| Copa Argentina 2017/18                      | Trenta-idosaus de final                      | 1                                           | 0                                           | 0                                           | 1                                           | 0                                           | 1                                           | Eliminat davant Defensa y Justicia          | 18 de maig                                  |
| Copa Argentina 2018/19                      | Setzens de final                             | 2                                           | 1                                           | 0                                           | 1                                           | 1                                           | 2                                           | Eliminat davant Estudiantes de La Plata     | 20 de juliol                                |
| Copa Argentina 2024                         | Setzens de final (vigent)                    | 1                                           | 1                                           | 0                                           | 0                                           | 2                                           | 1                                           | Esperant Rival                              | -                                           |